# Ермакова (Курганская область)
Ермакова — деревня в Шадринском районе Курганской области. Входит в состав Понькинского сельсовета.

## История
До 1917 года в составе Белоярской волости Шадринского уезда Пермской губернии. По данным на 1926 год состояла из 102 хозяйств. В административном отношении входила в состав Понькинского сельсовета Белоярского района Шадринского округа Уральской области.

## Население
| 1989 | 2002 | 2010 |
| ---- | ---- | ---- |
| 113  | ↘93  | ↘53  |

По данным переписи 1926 года в деревне проживало 506 человек (230 мужчин и 276 женщин), в том числе: русские составляли 100 % населения.
Согласно результатам Всероссийской переписи населения 2002 года, в национальной структуре населения русские составляли 80 %.